# Чампино
Чампѝно (на италиански: Ciampino) е град и община в Централна Италия, провинция Рим, регион Лацио. Разположен е на 124 m надморска височина. Населението на общината е 37 235 души (към 2010 г.).